# Elacatinus saucrus
Elacatinus saucrus és una espècie de peix de la família dels gòbids i de l'ordre dels perciformes.

## Morfologia
Els mascles poden assolir els 1,6 cm de longitud total.

## Distribució geogràfica
Es troba a Florida, les Bahames, Jamaica, les Illes Verges i Belize.